# 印象影片
印象影片（日语： Imēji bideo）是非戲院首映的一種。它原本是用於將產品的印象影像化，不過到了後來則成了日本偶像乃至女演員展示自己印象的方式。印象影片（image video）為結合了「image」和「video」的和製英語。

## 概論
它原本是一門商品的促銷策略——以展示商品的良好印象，來令觀眾對之產生好感。不過之後就為日本偶像產業之所用，寫真偶像或女性模特兒都會以其展示自身印象。此外歌曲、電子產品都會採用印象影片作宣傳。

## 寫真偶像
寫真偶像的印象影片在日本十分普及，乃至連一般便利店都能找到有關作品。它們起初有在拍攝裸體場面，不過非裸情色於後來成為了印象影片的主流題材。它們部分由未成年人出演，比如心交社的印象DVD系列《Teen的她》以拍攝女高中生身穿校服、細小泳衣、丁字褲的樣子作主打。不過仍有由成年人出演的例子:20。
該些印象影片很多都會於一段影片內放置多个场景，以第一身視角拍攝寫真偶像的日常生活；並在不少場景中特寫偶像的臉部，以讓觀眾出現親密感。在解衣或泳裝場景，則通常不會長時間聚焦同一個角度。